# Cisondari
Cisondari is een bestuurslaag in het regentschap Bandung van de provincie West-Java, Indonesië. Cisondari telt 8674 inwoners (volkstelling 2010).